# Исаенкова, Оксана Владимировна
Оксана Владимировна Исаенкова (род. 23 июля 1971, Саратов) — российский учёный-правовед, доктор юридических наук, профессор, заведующая кафедрой гражданского процесса Саратовской государственной юридической академии. Специалист по гражданскому процессуальному праву.

## Биография
Оксана Владимировна Исаенкова родилась 23 июля 1971 года в городе Саратове.
- 1988 год — окончание средней школы № 6 города Саратова с серебряной медалью.
- 1988 год — 1992 год — учёба в Саратовском юридическом институте имени Д. И. Курского.
- С 1992 года — на преподавательской и научной работе.
- 1992 год — 1997 год — преподаватель кафедры гражданского процесса.
- 1996 год — защита диссертации на соискание учёной степени кандидата юридических наук на тему «Иск и его характерные черты»[1].
- 1997 год — 1998 год — старший преподаватель кафедры гражданского процесса.
- 1998 год — 2004 год — доцент кафедры гражданского процесса.
- 2003 год — защита диссертации на соискание учёной степени доктора юридических наук на тему «Проблемы исполнительного права в гражданской юрисдикции»[2]. Научным консультантом при написании диссертации являлась доктор юридических наук, профессор М. А. Викут, оппонентами выступали профессора Г. А. Жилин, Н. А. Баринов, Ю. А. Попова
- 2005 год — присвоено звание профессора.
- С 2005 года — заведующая кафедрой гражданского процесса.
- 2009 год — 2017 год — директор Юридического института правового администрирования СГЮА.
- С 2010 года — председатель диссертационного совета 24.2.390.01, созданного на базе СГЮА, которому разрешено принимать к защите диссертации по специальности 5.1.3. Частно-правовые (цивилистические) науки.

## Научная деятельность
В сферу научных интересов профессора Исаенковой входит изучение проблем гражданского процессуального права, исполнительного производства, проблемы доказывания в гражданском процессе, учение об иске.
С 1992 года активно занимается преподавательской работой и подготовкой научных кадров, читает курсы «Гражданский процесс» и «Гражданское исполнительное право». Под руководством профессора О. В. Исаенковой защищено 35 кандидатских диссертаций, а при научном консультировании — 4 докторские диссертации.
Является автором более 400 научных работ среди которых несколько монографий и ряд учебников и учебных пособий по гражданскому процессуальному праву и исполнительному производству. Её научные работы, в том числе учебники и учебные пособия включены в программы курсов по учебным дисциплинам не только в родном вузе, но и в иных учебных заведениях соответствующего профиля. Активно публикуется в ведущих научных журналах, среди которых Правоведение, Государство и право, Исполнительное право, Арбитражный и гражданский процесс и других.
Является соавтором нескольких научно-практических комментариев к Гражданскому процессуальному кодексу РФ, Закону «О статусе судей в Российской Федерации», Закону «Об исполнительном производстве» и других. Ведёт большую редакторскую работу, выступая научным редактором к различным научным работам, входит в редакционные коллегии научных журналов «Вестник гражданского процесса», «Вестник исполнительного производства», «Вестник Российской правовой академии» и других.
Входит в состав научно-консультативного совета при Верховном суде РФ.

## Некоторые публикации

### Монографии
- Исаенкова О. В. Проблемы исполнительного права в гражданской юрисдикции / Под ред. М. А. Викут. — Саратов: Издательство СГАП, 2002. — 240 с. — ISBN 5-7924-0218-3.
- Демичев А. А., Исаенкова О. В. Теоретико-методологические проблемы изучения российского суда присяжных. — Нижний Новгород: Издательство Нижегородского филиала Московского гуманитарного экономического института, 2005. — 188 с. — ISBN 5-88022-131-8.
- Демичев А. А., Исаенкова О. В. Исполнение судебных исполнительных документов: проблемы правоприменения и перспективы правотворчества. — М.: Издательский дом «Экономическая газета», 2005. — 128 с.
- Исаенкова О. В. Исполнительное право в Российской Федерации: особенности становления и перспективы развития / Под ред. А. А. Демичева. — М.: Юрлитинформ, 2007. — ISBN 978-5-93295-316-7.
- Бабарыкина О. В., Исаенкова О. В. Факторы, влияющие на исследование и оценку доказательств в гражданском судопроизводстве. — М.: Волтерс Клувер, 2010. — 144 с. — ISBN 978-5-466-00633-9.
- Исаенкова О. В., Соловьёва Т. В., Ткачёва Н. Н., Сергеева Е. В., Чагаров Р. А. Соответствие гражданского процессуального законодательства и судебной практики по гражданским делам международно-правовым стандартам судебной защиты: коллективная монография / Под ред. О. В. Исаенковой. — М.: Юрлитинформ, 2014. — 376 с. — ISBN 978-5-4396-0513-2.
- Исаенкова О. В., Ткачёва Н. Н., Николайченко О. В., Соловьёва Т. В. Иск и исковая форма защиты в гражданском процессе: коллективная монография / Под ред. О. В. Исаенковой. — М.: Юрайт, 2019. — 183 с. — ISBN 978-5-534-11606-9.

### Учебники, учебные пособия, справочники
- Исаенкова О. В. Иск в гражданском судопроизводстве. Учебное пособие. — Саратов: Издательство СГАП, 1997. — 96 с.
- Викут М. А., Исаенкова О. В. Исполнительное производство. Учебник: Практикум. — М.: Юристъ, 2001. — 254 с.
- Демичев А. А., Исаенкова О. В., Карпычев М. В., Михин А. В., Пчёлкин А. В., Хужин А. М. Гражданский процесс: учебник / Под ред. А. А. Демичева. — 2-е изд., перераб. и доп. — М.: ИД «Форум», 2014. — 320 с. — ISBN 978-5-8199-0589-0.
- Афанасьев С. Ф., Исаенкова О. В., Филимонова М. В., Борисова В. Ф. Исполнительное производство: учебник и практикум. — 5-е изд., пер. и доп.. — М.: Юрайт, 2020. — 410 с. — ISBN 978-5-534-12367-8.
- Коллектив авторов. Юридический энциклопедический словарь / Под ред. А. В. Малько. — 2-е издание. — М.: Проспект, 2020. — 1136 с. — ISBN 978-5-392-30642-8.
- Исаенкова О. В., Юдин А. В., Агаларова М. А., Комарова Т. А. Принципы гражданского процессуального права: учебное пособие. — М.: Русайнс, 2021. — 108 с. — ISBN 978-5-4365-6688-7.

### Статьи
- Исаенкова О. В. К вопросу о понятии иска (исторический аспект) // Российский юридический журнал : научный журнал. — 1995. — № 4 (8). — С. 138—144.
- Исаенкова О. В. Российское исполнительное право: становление основ и перспектива развития // Исполнительное право : научный журнал. — 2005. — № 5. — С. 22—30.
- Демичев А. А., Исаенкова О. В. Смерть с точки зрения права // Государство и право : научный журнал. — 2008. — № 8. — С. 86—89.
- Афанасьев С. Ф., Исаенкова О. В. Развитие системы гражданских процессуальных принципов: недавнее прошлое и настоящее // Правоведение : научный журнал. — 2011. — № 2. — С. 193—202.
- Исаенкова О. В. Сочетание государственных и частных начал при исполнении требований неимущественного характера // Судья : научный журнал. — 2021. — № 7 (127). — С. 22—26.

## Награды
- Почётная грамота Министерства образования Российской Федерации (2017)
- Грамота Комитета Совета Федерации по правовым и судебным вопросам Совета Федерации Федерального Собрания РФ (2009)
- Благодарственное письмо Саратовской областной Думы (2011)
- Благодарственное письмо Саратовской областной Думы (2014)
- Благодарность Саратовского областного суда (2020)
- Почётная грамота Ассоциации юридического образования (2021)

### Биография
- Исаенкова Оксана Владимировна // Правовая наука и юридическая идеология России: энциклопедический словарь биографий / Под ред. В. М. Сырых. — М.: Российский государственный университет правосудия, 2015. — Т. 3. — С. 709—710. — 1057 с. — ISBN 978-5-93916-417-7.
- Демидов А. И., Бичехвост А. Ф., Тяпугина Н. Ю., Маторина Е. И. Энциклопедия нашей жизни. — Саратов: Издательство СГАП, 2006. — С. 228—229. — 439 с. — 1500 экз. — ISBN 5-7924-0427-5.
- 50-летний юбилей доктора юридических наук Оксаны Владимировны Исаенковой // Вестник гражданского процесса : научный журнал. — 2021. — № 4. — С. 340—346.

### Критика
- Бабаков В. В., Орлов М. А. Исаенкова О. В. Проблемы исполнительного права в гражданской юрисдикции (Рецензия) // Арбитражный и гражданский процесс : научный журнал. — 2003. — № 4. — С. 45—46.
- Бабаков В. А. Исаенкова О. В., Балашов А. Н., Балашова И. Н. Исполнительное производство в Российской Федерации: Курс лекций. М.: Изд-во «ГроссМедиа», 2008 (Рецензия) // Арбитражный и гражданский процесс : научный журнал. — 2008. — № 7. — С. 47—48.
- Орлов В. А. Рецензия на «Постатейный комментарий к Федеральному закону от 2 октября 2007 года № 229 ФЗ „Об исполнительном производстве“»: Под ред. О. В. Исаенковой. — Саратов: IPR Media; М.: СПС ГАРАНТ, 2008 // Практика исполнительного производства : научный журнал. — 2008. — № 4. — С. 20.
- Орлов В. А. Исаенкова О. В. «Исполнительное производство. Краткий курс и практикум для студентов и судебных приставов-исполнителей» — Саратов — М.: СПС ГАРАНТ, 2009 (Рецензия) // Практика исполнительного производства : научный журнал. — 2008. — № 6. — С. 39.
- Лебедев М. Ю. Рецензия на монографию: Бандорина Н. С. Органы исполнительной власти как субъекты гражданских процессуальных правоотношений / Под ред. О. В. Исаенковой. — Саратов, 2009. — 132 с. // Вестник Саратовской государственной академии права : научный журнал. — 2008. — № 1 (71). — С. 229—230.
- Крысанова Н. В. Соловьёва Т. В. Возвращение искового заявления в гражданском судопроизводстве / Под ред. Исаенковой О. В. — Саратов: Сарат. гос. акад. права, 2010. — 154 с. (Рецензия) // Социальные и гуманитарные науки : научный журнал. — 2010. — № 4. — С. 93—95.
- Ковалёва Н. Н. Рецензия на постатейный комментарий к Федеральному закону от 22 декабря 2008 года № 262-ФЗ «Об обеспечении доступа к информации о деятельности судов в Российской Федерации» Гришиной Я. С. / под ред. О. В. Исаенковой. Саратов, 2010 // Администратор суда : научный журнал. — 2011. — № 4. — С. 40.
- Панова И. В. Рецензия на монографию: Исаенков А. А. Иммунитеты в гражданском процессуальном праве России / Под ред. О. В. Исаенковой. — Саратов: Изд-во ФГБОУ ВО «Саратовская государственная юридическая академия», 2018. — 224 с. // Публичное право сегодня : научный журнал. — 2020. — С. 108—110.